# 应国墓地

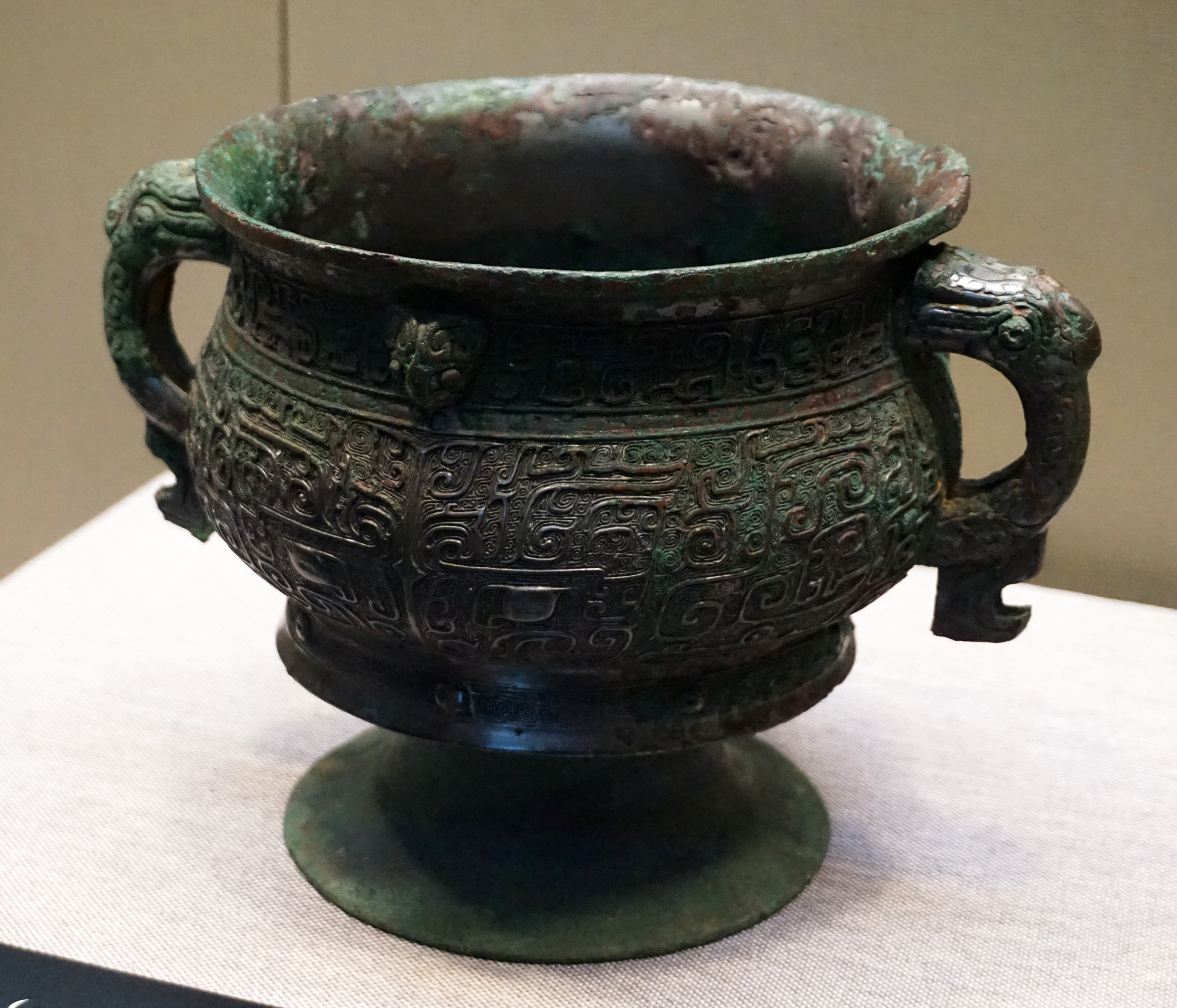
西周柞伯青铜簋，平顶山应国墓地M242出土。簋内铭文完整记载了周王举行射礼的经过。

应国墓地位于中国河南省平顶山市新华区薛庄镇北村西黄土岭，南北长2400米，东西宽100米，面积20公顷，为西周应国贵族、春秋楚国贵族和汉代平民墓葬。墓葬以昭穆制度为序，由南向北。大型墓均依次埋于中线上，中小型墓位于东西两侧，以东为主。

## 发掘历程
二十世纪七十年代以来，由于当地群众在滍阳岭上烧制砖瓦时，不断出土应国的铜器和邓国的媵器。考古专家据此经过多方面的考察论证，初步确认西周时期应国墓地在滍阳岭。
1979年，一个来自平顶山市郊区的农民带着一件青铜簋前来宝丰县文化馆。但当时宝丰县不属平顶山市管辖，宝丰县从事考古工作的邓成宝按属地管理的原则劝他到平顶山市文化局，交给文物主管部门，并向当时在平顶山主管文物的张肇武通知这一事情。但此人把铜簋卖给了宝丰县废品收购站。得知这一消息，张肇武、耿殿元、孙清远等人赶往宝丰，到这个废品收购站，找到了这件铜簋。他们把铜簋赎了回来。这一时期，市党员干部走访群众，宣传文物法，征集文物，并根据数量多少给予物质奖励并表扬。
1990年下半年至1993年8月，发掘了西周中期的M84与西周晚期的M95、M96、M38、M6等应国国君墓与国君夫人墓，以及春秋中期墓M301、春秋晚期墓M10、M11等。1993年三至四月份发掘了南区的西周早期墓M232、M231、M242，中区的西周中期墓M86，北区的西周晚期墓M7等大中型墓葬，另有一些西周晚期的小型贵族墓也出土了一些青铜器和玉器。其中M232、M86与M231、M7等都是应国国君与国君夫人级的墓葬。 1995年至1997年，在墓地北区的北段，发掘了M313、M310、M311、M320等战国早中期的大型楚国贵族墓。2002年11月，经国家文物局批准，发掘出战国至汉代的古墓葬数十座。自2003年7月开始到2004年元月结束，为配合新城区公路建设，河南省文物考古研究所与平顶山市文物管理局组建考古队，对这批古墓葬进行了抢救性发掘。其中发掘出了战国初期大型楚国贵族墓M321。

自1986年以来，省市文物部门联合对该墓连续发掘，取得许多成果。目前发掘出古墓葬有320余座，其中有60座典型的应国贵族墓，并出土万余件的各类文物，其中重要的有敔簋、应候鼎、鸭形盉、邓公盨、封虎鼎、应事觯、泊鼎等文物。

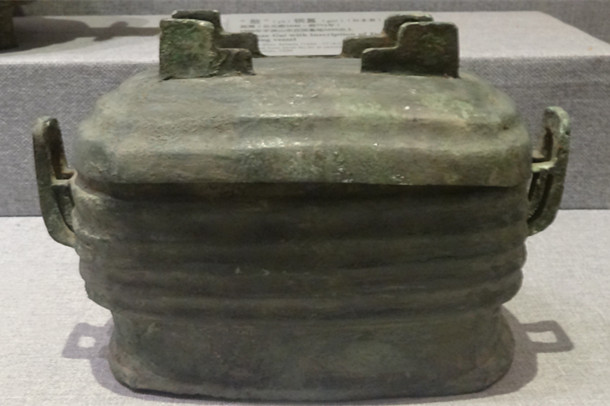
素面铜盨，1990年出土于河南省平顶山市应国墓地M95

## 影响

### 平顶山别名的由来
1986年6月考古队在发掘滍阳岭应国贵族墓群中部的1号墓时发现一只白玉线雕鹰。它通体透明，长2.2厘米，宽5.7厘米，顶部与右翅上有微斑，呈展翅飞翔状。据专家考证，这个玉鹰是一件具有族徽意义的重要文物。当时平顶山市政府拟建造一座市标性雕塑，因此在发掘现场的河南省文物考古研究所所长郝本性向市政府建议以玉鹰为参照物雕塑一只雄鹰作为市标性雕塑，平顶山市取“鹰城”为别名。，这一建议最终被采纳。从此鹰城成了平顶山市的别名。

## 意义
应国墓地的考古发掘，解决了与应国历史相关的一些争议（没有实物证明），一定程度上弥补了历史文献的不足。出土的许多带有铭文青铜器，证明了《水经注·滍水》等文献记载的应国都城在滍阳这一史实。
但由于多年来缺乏有效保护，烧砖取土、开垦种田、植树、修路等破坏行为时时发生，特别是墓被考古挖掘后，由于疏于管理，加剧了对古墓地的毁坏，遗址目前遭受严重破坏。